# بول بمسلر
پول پمسلر (بالإنگليزية والفرنسية: Pau Pimsleur) (17 أكتوبر 1927 – 22 يونيو 1976) كان عالمًا في مجال اللسانيات التطبيقية. طور پمسلر ما يُسمَّى بنظام بمسلر لتعليم اللغةـ التي جنبًا إلى جنب مع العديد من المنشورات، كان لها تأثير كبير على نظريات تعلم وتعليم اللغة. شركة برامج لغة پمسلر (بالإنجليزية: Pimsleur Language Programs) المُسماة تيمنًا بپول پمسلر هي شركة تعليم لغات أمريكية تقوم بتطوير ونشر الدروس تبعًا لنظام پمسلر.

## النشأة والتعليم
وُلد پول پمسلر في مدينة نيويورك ونشأ في برونكس. والده هو سولومن پمسلر، ملحن موسيقي مهاجر من فرنسا، وأمه ميرا أمريكية المولد كانت أمينة مكتبة في جامعة كولومبيا. حصل پمسلر على درجة البكالوريوس من كلية مدينة نيويورك، ومن جامعة كولومبيا حصل على درجة الماجستير في الإحصاءات النفسية و الدكتوراه في اللغة الفرنسية.

## أعمال مختارة
- Pimsleur, Paul; Quinn, Terence (editors). The psychology of second language learning: papers from the Second International Congress of Applied Linguistics, Cambridge, 8–12 September 1969. London, Cambridge University Press, 1971. ISBN 0521082366
- Poems make pictures; pictures make poems. Poems by Giose Rimanelli and Paul Pimsleur. New York : Pantheon Books. 1972. ISBN 0394923871
- Pimsleur, Paul. Encounters; a basic reader. [simplified by] Paul Pimsleur [and] Donald Berger. New York, Harcourt Brace Jovanovich. 1974. 947550
- Pimsleur, Paul. How to learn a foreign language. Boston, Mass. : Heinle & Heinle Publishers, 1980.